# TTL 7413

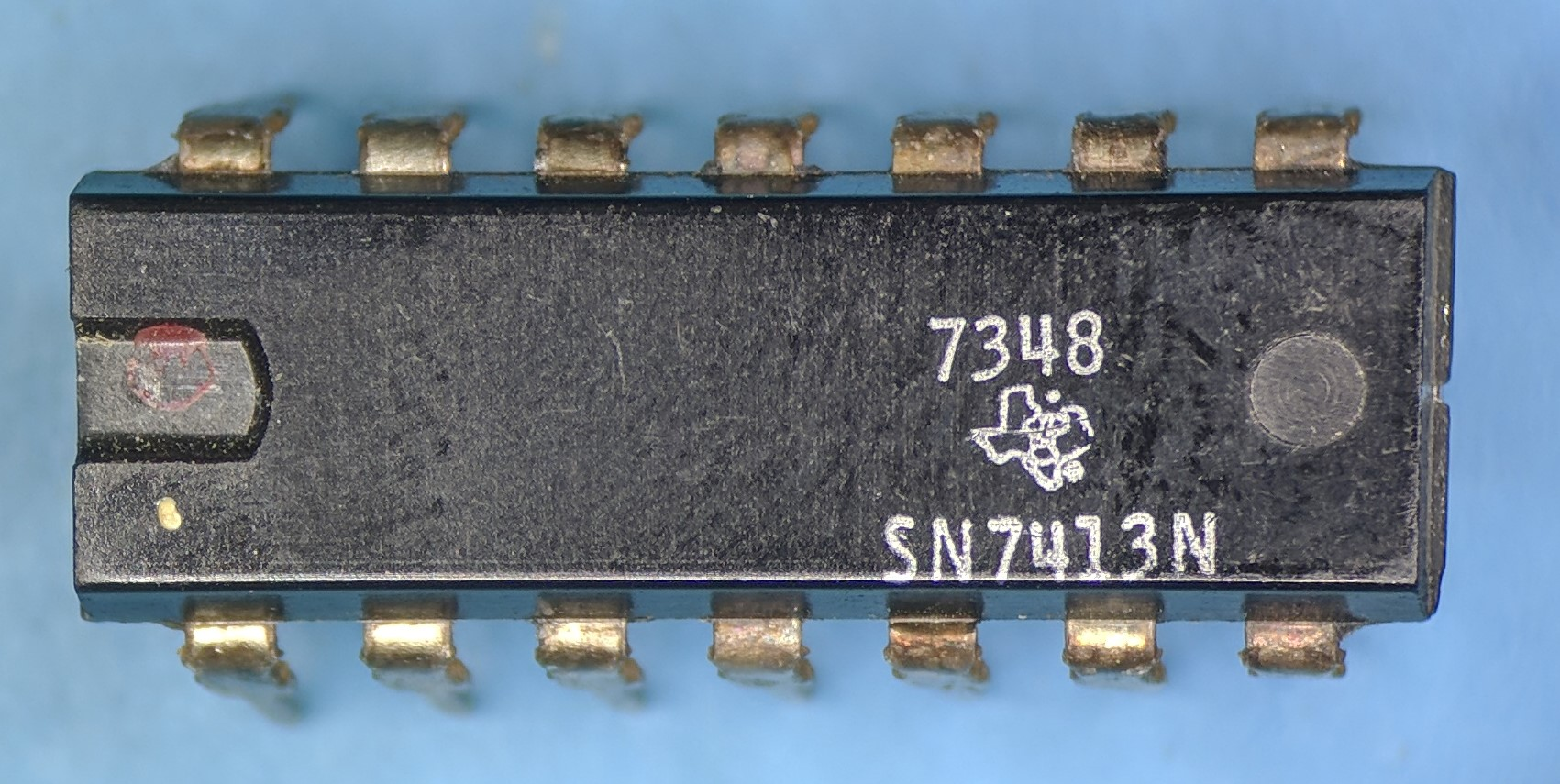
Circuito integrado SN7413N da Texas Instruments

Diagrama de pinos de um circuito integrado 7413

Um die de circuito integrado SN7413N

O circuito TTL 7413 é um dispositivo TTL encapsulado em um invólucro DIP de 14 pinos que contém duas portas NAND de quatro entradas disparador Schmitt cada.
As portas apresentam funcionamento independente. A histerese típica de entrada é de 0,8 V com VCC em 5 V positivos.

## Tabela-verdade
{\displaystyle /Y={\overline {ABCD}}}
| A (entrada) | B (entrada) | C (entrada) | D (entrada) | /Y (saída) |
| ----------- | ----------- | ----------- | ----------- | ---------- |
| L           | X           | X           | X           | H          |
| H           | L           | X           | X           | H          |
| H           | H           | L           | X           | H          |
| H           | H           | H           | L           | H          |
| H           | H           | H           | H           | L          |

H (nível lógico alto)
L (nível lógico baixo)